# Deutsche Fußballnationalmannschaft/UEFA Nations League
Dieser Artikel enthält eine Bilanz der deutschen Fußballnationalmannschaft im Wettbewerb der UEFA Nations League, der am 27. März 2014 von den damals noch 54 Mitgliedsverbänden der UEFA einstimmig beschlossen wurde und erstmals in der Saison 2018/19 stattfand. Die Nations League bietet gleichzeitig einen zweiten Weg zur Qualifikation für Europa- und Weltmeisterschaften. Bisher war die deutsche Mannschaft aber darauf noch nicht angewiesen. Gruppenspiele in den Nations-League-Wettbewerben werden für die Berechnung der FIFA-Weltrangliste mit dem Faktor 15, K.-o.-Spiele mit dem Faktor 2 gewertet, so dass das Abschneiden aber Auswirkung auf die Setzlisten für die Auslosung der WM-Qualifikationsgruppen und WM-Endgruppen hat.

## Übersicht
| Jahr    | Gastgeber der Endrunde | Liga | Gruppengegner                                | Ergebnis                    | Trainer/Teamchef  | Bemerkungen und Besonderheiten        |
| ------- | ---------------------- | ---- | -------------------------------------------- | --------------------------- | ----------------- | ------------------------------------- |
| 2018/19 | Portugal               | A1   | Frankreich, Niederlande                      | Gruppenphase, letzter Platz | Joachim Löw       | In der Gruppenphase kein Sieg         |
| 2020/21 | Italien                | A4   | Spanien, Schweiz, Ukraine                    | Gruppenphase, zweiter Platz | Joachim Löw       | höchste Pflichtspielniederlage        |
| 2022/23 | Niederlande            | A3   | England, Italien, Ungarn                     | Gruppenphase, dritter Platz | Hansi Flick       | erster Pflichtspielsieg gegen Italien |
| 2024/25 | Deutschland            | A3   | Niederlande, Ungarn, Bosnien und Herzegowina | Endrunde, vierter Platz     | Julian Nagelsmann |                                       |

## 2018/19
Für die erstmalige Austragung der UEFA Nations League in der Saison 2018/19, bei der es in der Liga A vier Gruppen mit je drei Mannschaften gab, wurde die deutsche Mannschaft in eine Gruppe mit Weltmeister Frankreich und den Niederlanden gelost. Im ersten Spiel nach dem Vorrundenaus bei der WM traf die deutsche Mannschaft in München auf den Weltmeister und kam zu einem torlosen Remis. Aus der Mannschaft, die das letzte WM-Gruppenspiel mit 0:2 gegen Südkorea verloren hatte, kamen noch acht Spieler im ersten Nations-League-Spiel zum Einsatz. Mario Gómez und Mesut Özil waren nach der WM zurückgetreten, auf Sami Khedira wollte Löw zukünftig verzichten.  Von den zunächst nicht berücksichtigten Spielern kamen Julian Brandt, Jonas Hector und Niklas Süle in späteren Nations League Spielen aber wieder zum Einsatz. Von den Spielern, die für die WM nicht nominiert oder dort nicht eingesetzt wurden, kamen nun Matthias Ginter und Leroy Sané zum Einsatz.
Einen Monat später verlor die deutsche Mannschaft in Amsterdam mit 0:3 gegen die Niederlande, die sich für die WM nicht qualifiziert hatten, und drei Tage später in Saint-Denis nach 1:0-Führung gegen Frankreich mit 1:2. Im letzten Gruppenspiel konnte eine 2:0-Führung gegen die Niederländer nicht verteidigt werden, die sich durch den Last-minute-Ausgleich den Gruppensieg sicherten. Als Gruppenletzter sollte die deutsche Mannschaft eigentlich in die Liga B absteigen, kurz vor der neuen Saison wurden aber die Gruppen auf vier Mannschaften aufgestockt, so dass Deutschland in Liga A verblieb.

## 2020/21
Für die zweite Austragung wurde Deutschland in eine Gruppe mit Spanien, der Schweiz (Finalist der vorherigen Austragung) und Liga-Aufsteiger Ukraine gelost. Die deutsche Mannschaft startete mit einem 1:1 gegen Spanien in Stuttgart in die neue Saison, wobei der Treffer für die Spanier erst in der siebten Minute der Nachspielzeit fiel. Auch im zweiten Spiel gegen die Schweiz konnte die deutsche Mannschaft eine 1:0-Führung nicht verteidigen. Der Treffer zum 1:1-Endstand fiel aber diesmal bereits in der 58. Minute. Im dritten Spiel gelang dann in der Ukraine der erste Sieg in der Nations League: mit 2:1 wurde erstmals überhaupt in der Ukraine gegen die Ukraine gewonnen. Im Rückspiel gegen die Schweiz geriet die deutsche Mannschaft erstmals in Rückstand, konnte diesen aber zum 2:2 und 3:3-Endstand ausgleichen. Gegen die Ukraine gelang dann in Leipzig mit 3:1 der zweite Sieg, diesmal nach 0:1-Rückstand. Damit hatte die deutsche Mannschaft vor dem letzten Spiel in Spanien die Tabellenführung übernommen, da die Spanier in der Schweiz nur ein 1:1 erreicht hatten und zuvor in der Ukraine mit 0:1 verloren hatten. Den Deutschen reichte damit in Sevilla ein Remis um das Final Four Turnier zu erreichen. Es kam aber anders: mit 0:6 musste die deutsche Mannschaft ihre höchste Pflichtspielniederlage einstecken und den Iberern den Vortritt lassen.

## 2022/23
Für die dritte Austragung wurde Deutschland in eine Gruppe mit Europameister und Finalist der vorherigen Austragung Italien, England und Ungarn gelost. Da Deutschland als Gastgeber der EM 2024 für diese automatisch qualifiziert war und Gastgeber normalerweise als Gruppenkopf gesetzt werden, hatte das Abschneiden in der Nations League für Deutschland in dieser Hinsicht keine Bedeutung. Die deutsche Mannschaft beendete die Ligasaison als Gruppendritte, wobei sie eine bessere Platzierung durch eine 0:1-Heimniederlage gegen Ungarn verpasste, die erste Pflichtspielniederlage gegen die Ungarn seit dem 3:8 bei der WM 1954.

## 2024/25
Die Ungarn waren auch bei der vierten Austragung Gegner. Zudem waren, wie bei der ersten Austragung, die Niederlande Gruppengegner. Auf Bosnien & Herzegowina traf die deutsche Mannschaft dagegen erstmals in Pflichtspielen. Die Nations League ist auch Bestandteil der europäischen Qualifikation für die WM 2026. Die deutsche Mannschaft konnte sich als Gruppensieger für das Viertelfinale qualifizieren in dem in Italien zunächst mit 2:1 gewonnen wurde und damit erstmals  ein Pflichtspielsieg gegen Italien in einem Auswärtsspiel gelang. Das Rückspiel endete nach 3:-Halbzeit-Führung mit 3:3. Die deutsche Mannschaft war dann Gastgeber des Final-Four-Turniers wo sie im Halbfinale nach 1:0-Führung mit 1:2 gegen Portugal verlor und damit erstmals wieder gegen die Portugiesen seit dem 0:3 im Gruppenspiel bei der EM 2005. Das Tor zum 1:1-Ausgleich erzielte Francisco Conceição, Sohn des dreifachen Torschützen Sérgio Conceição bei der letzten Niederlage. Der Siegtreffer gelang Cristiano Ronaldo, womit er erstmals ein Spiel gegen Deutschland gewinnen konnte nach zuvor fünf Niederlagen. Im Spiel um Platz 3 wurde mit 0:2 gegen Frankreich verloren.

## Spieler mit den meisten Einsätzen in Nations-League-Spielen

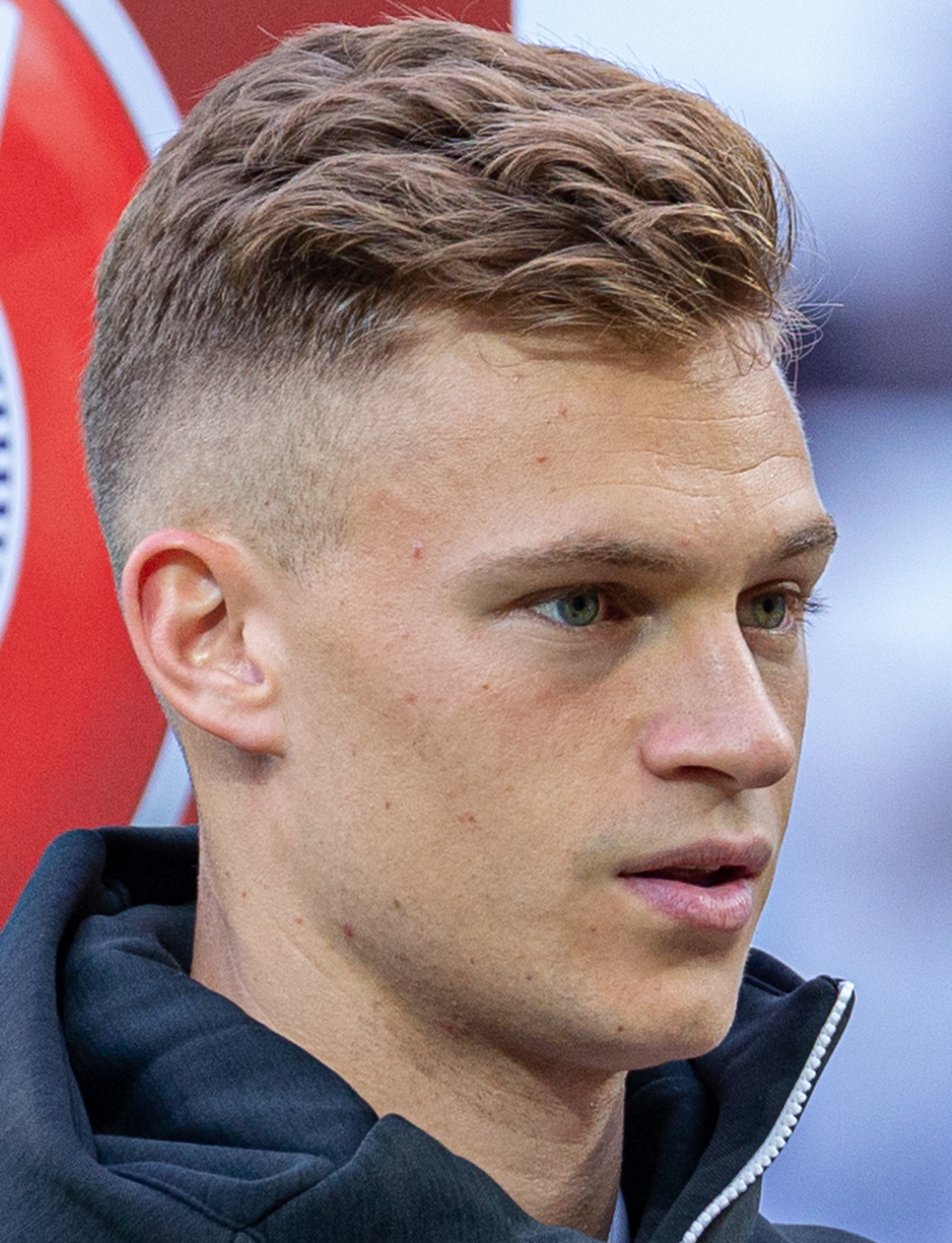
Joshua Kimmich: NL-Rekordspieler für Deutschland

| Spiele | Spieler         | Saison (Spiele)                                     |
| ------ | --------------- | --------------------------------------------------- |
| 22     | Joshua Kimmich  | 2018/19 (4), 2020/21 (2), 2022/23 (6), 2024/25 (10) |
| 18     | Leroy Sané      | 2018/19 (4), 2020/21 (4), 2022/23 (5), 2024/25 (5)  |
| 17     | Serge Gnabry    | 2018/19 (2), 2020/21 (4), 2022/23 (5), 2024/25 (6)  |
| 16     | Antonio Rüdiger | 2018/19 (2), 2020/21 (5), 2022/23 (4), 2024/25 (5)  |
|        | Timo Werner     | 2018/19 (4), 2020/21 (6), 2022/23 (6)               |
| 13     | Leon Goretzka   | 2018/19 (2), 2020/21 (4), 2022/23 (3), 2024/25 (4)  |
| 12     | Jamal Musiala   | 2022/23 (6), 2024/25 (6)                            |
|        | Manuel Neuer    | 2018/19 (4), 2020/21 (4), 2022/23 (4)               |
|        | Niklas Süle     | 2018/19 (2), 2020/21 (5), 2022/23 (5)               |
| 11     | İlkay Gündoğan  | 2018/19 (1), 2020/21 (4), 2022/23 (6)               |
|        | Kai Havertz     | 2020/21 (2), 2022/23 (5), 2024/25 (4)               |
| 10     | Thomas Müller   | 2018/19 (4), 2022/23 (6)                            |
|        | David Raum      | 2022/23 (6), 2024/25 (4)                            |
| 9      | Matthias Ginter | 2018/19 (3), 2020/21 (6)                            |
|        | Thilo Kehrer    | 2018/19 (2), 2020/21 (2), 2022/23 (4), 2024/25 (1)  |
|        | Toni Kroos      | 2018/19 (4), 2020/21 (5)                            |
| 8      | Robert Andrich  | 2024/25 (8)                                         |
|        | Jonathan Tah    | 2024/25 (8)                                         |
|        | Florian Wirtz   | 2024/25 (8)                                         |

Stand: 8. Juni 2025

## Spieler mit den meisten Toren in Nations-League-Spielen

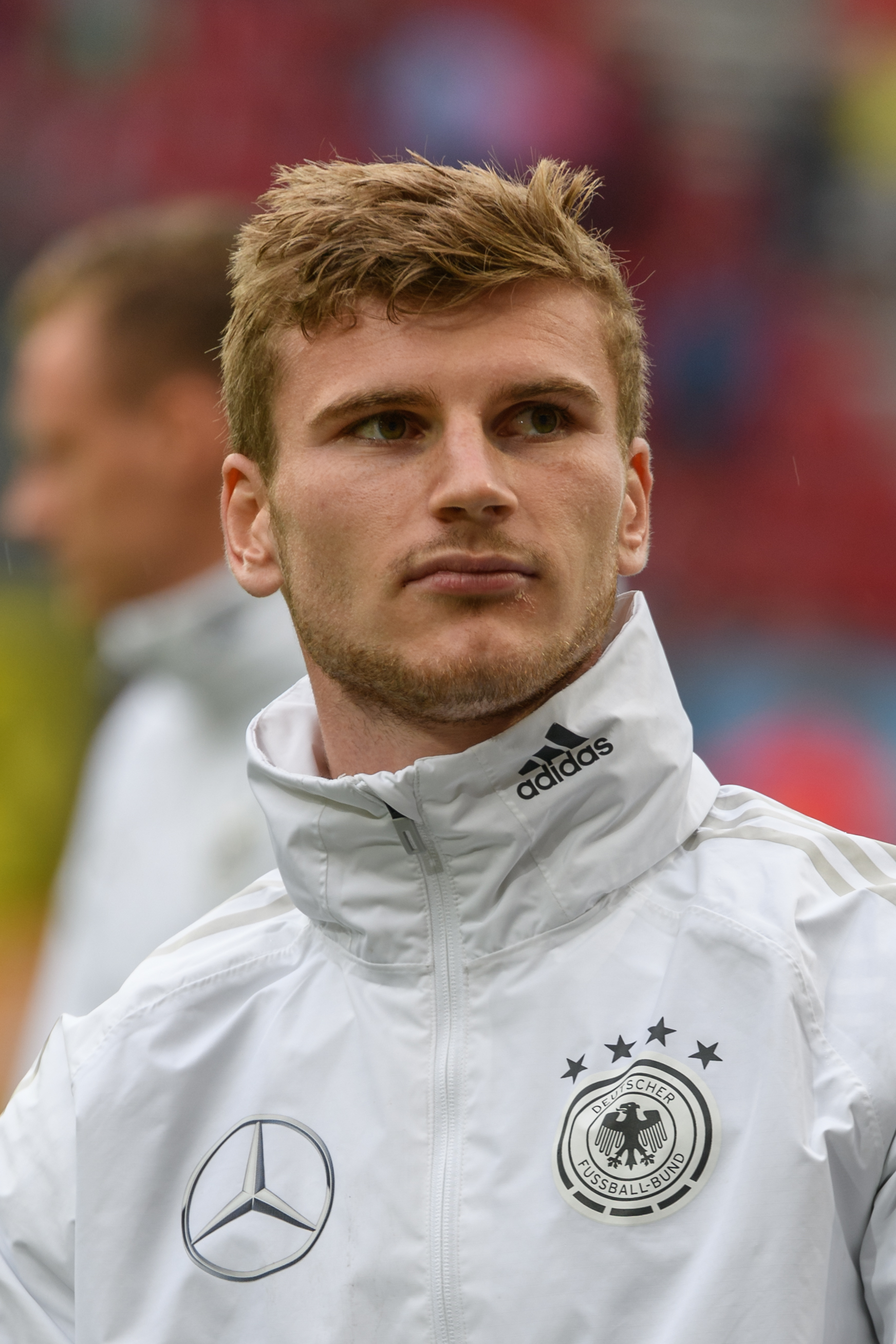
Timo Werner: NL-Rekordtorschütze für Deutschland

| Tore | Spieler             | Saison (Tore)             |
| ---- | ------------------- | ------------------------- |
| 7    | Timo Werner         | 2018/19, 2020/21, 2022/23 |
| 5    | Kai Havertz         | 2020/21, 2022/23, 2024/25 |
| 4    | Joshua Kimmich      | 2022/23, 2024/25          |
|      | Tim Kleindienst     | 2024/25                   |
|      | Florian Wirtz       | 2024/25                   |
| 3    | Ilkay Gündogan      | 2020/21, 2022/23          |
|      | Jamal Musiala       | 2024/25                   |
|      | Leroy Sané          | 2018/19, 2020/21          |
|      | Deniz Undav         | 2024/25                   |
| 2    | Leon Goretzka       | 2020/21, 2024/25          |
|      | Jonas Hofmann       | 2022/23                   |
| 1    | Niclas Füllkrug     | 2024/25                   |
|      | Matthias Ginter     | 2020/21                   |
|      | Serge Gnabry        | 2020/21                   |
|      | Toni Kroos          | 2018/19                   |
|      | Jamie Leweling      | 2024/25                   |
|      | Thomas Müller       | 2022/23                   |
|      | Felix Nmecha        | 2024/25                   |
|      | Aleksandar Pavlović | 2024/25                   |

Stand: 8. Juni 2025

## Spiele
| Alle NL-Spiele |               |          |                         |   |                                        |                             | |
| Nr.            | Datum         | Ergebnis | Gegner                  |   | Austragungsort                         | Anlass                      | Bemerkungen |
| 1              | 6. Sep. 2018  | 0:0      | Frankreich              | H | München, Allianz Arena                 | UEFA Nations League 2018/19 | Erstes Spiel im Jahr 2018 ohne Gegentor. Mit dem 31. Remis unter Joachim Löw wird der bisherige Höchstwert aus der Amtszeit von Helmut Schön eingestellt. |
| 2              | 13. Okt. 2018 | 0:3      | Niederlande             | A | Amsterdam (NLD), Johan-Cruyff-Arena    | UEFA Nations League 2018/19 | Mit dem 168. Länderspiel unter Joachim Löw ist dieser jetzt alleiniger Rekordhalter und europaweit der Trainer mit den meisten Spielen für einen Verband, weltweit wird er nur von Óscar Tabárez übertroffen. Mit Mark Uth gibt der 100. Spieler unter Joachim Löw sein Länderspieldebüt. 76. und letztes Länderspiel von Jérôme Boateng. Erste Niederlage gegen die Niederlande seit dem Jahr 2002. Höchste Niederlage gegen die Niederlande. |
| 3              | 16. Okt. 2018 | 1:2      | Frankreich              | A | Saint-Denis (FRA), Stade de France     | UEFA Nations League 2018/19 | 100. Tor durch Elfmeter (Torschütze Toni Kroos). Erstmals kassiert Deutschland 6 Niederlagen in einem Kalenderjahr. |
| 4              | 19. Nov. 2018 | 2:2      | Niederlande             | H | Gelsenkirchen, Veltins-Arena           | UEFA Nations League 2018/19 | 100. Länderspiel von Thomas Müller. Mit dem 32. Remis unter Joachim Löw wird der bisherige Höchstwert aus der Amtszeit von Helmut Schön übertroffen. Zum ersten Mal seit 1985 beendet die Nationalmannschaft ein Jahr mit einer negativen Jahresbilanz. |
| 5              | 3. Sep. 2020  | 1:1      | Spanien                 | H | Stuttgart, Mercedes-Benz Arena         | UEFA Nations League 2020/21 | Erstes Spiel nach der Länderspielpause aufgrund der COVID-19-Pandemie. |
| 6              | 6. Sep. 2020  | 1:1      | Schweiz                 | A | Basel (SUI), St. Jakob-Park            | UEFA Nations League 2020/21 | |
| 7              | 10. Okt. 2020 | 2:1      | Ukraine                 | A | Kiew (UKR), Olympiastadion             | UEFA Nations League 2020/21 | Erster Sieg in einem Spiel der UEFA Nations League. Erster Auswärtssieg gegen die Ukraine. |
| 8              | 13. Okt. 2020 | 3:3      | Schweiz                 | H | Köln, Rheinenergiestadion              | UEFA Nations League 2020/21 | 100. Länderspiel von Toni Kroos |
| 9              | 14. Nov. 2020 | 3:1      | Ukraine                 | H | Leipzig, Red Bull Arena                | UEFA Nations League 2020/21 | Manuel Neuer stellt mit seinem 95. Länderspiel den Torhüterrekord von Sepp Maier ein. |
| 10             | 17. Nov. 2020 | 0:6      | Spanien                 | A | Sevilla (ESP), Olympiastadion          | UEFA Nations League 2020/21 | Manuel Neuer ist neuer Rekordtorhüter der deutschen Nationalmannschaft. Zusammen mit dem Spiel vom 24. Mai 1931 höchste Niederlage in einem von der FIFA anerkannten Länderspiel und höchste Niederlage in einem Pflichtspiel. Höchste Niederlage in einem von der FIFA anerkannten Auswärtsspiel, Platz zwei: 13. September 1931. |
| 11             | 4. Juni 2022  | 1:1      | Italien                 | A | Bologna (ITA), Stadio Renato Dall’Ara  | UEFA Nations League 2022/23 | |
| 12             | 7. Juni 2022  | 1:1      | England                 | H | München, Allianz Arena                 | UEFA Nations League 2022/23 | |
| 13             | 11. Juni 2022 | 1:1      | Ungarn                  | A | Budapest, Puskás Aréna (HUN)           | UEFA Nations League 2022/23 | |
| 14             | 14. Juni 2022 | 5:2      | Italien                 | H | Mönchengladbach, Borussia-Park         | UEFA Nations League 2022/23 | Erster Sieg gegen Italien in einem Pflichtspiel. |
| 15             | 23. Sep. 2022 | 0:1      | Ungarn                  | H | Leipzig, Red Bull Arena                | UEFA Nations League 2022/23 | Erste Niederlage unter Hansi Flick. |
| 16             | 26. Sep. 2022 | 3:3      | England                 | A | London, Wembley-Stadion (ENG)          | UEFA Nations League 2022/23 | |
| 17             | 7. Sep. 2024  | 5:0      | Ungarn                  | H | Düsseldorf, Merkur Spiel-Arena         | UEFA Nations League 2024/25 | |
| 18             | 10. Sep. 2024 | 2:2      | Niederlande             | A | Amsterdam, Johan-Cruyff-Arena (NLD)    | UEFA Nations League 2024/25 | |
| 19             | 11. Okt. 2024 | 2:1      | Bosnien und Herzegowina | A | Zenica, Bilino Polje (BIH)             | UEFA Nations League 2024/25 | Erstes Pflichtspiel gegen Bosnien und Herzegowina. |
| 20             | 14. Okt. 2024 | 1:0      | Niederlande             | H | München, Allianz Arena                 | UEFA Nations League 2024/25 | Erstmalige Qualifikation für die NL-Endrunde. |
| 21             | 16. Nov. 2024 | 7:0      | Bosnien und Herzegowina | H | Freiburg, Europa-Park-Stadion          | UEFA Nations League 2024/25 | Erstmaliger Gruppensieg in der Nations League. |
| 22             | 19. Nov. 2024 | 1:1      | Ungarn                  | A | Budapest, Puskás Aréna (HUN)           | UEFA Nations League 2024/25 | |
| 23             | 20. März 2025 | 2:1      | Italien                 | A | Mailand, Giuseppe-Meazza-Stadion (ITA) | UEFA Nations League 2024/25 | Erster Pflichtspielsieg gegen Italien in einem Auswärtsspiel. |
| 24             | 23. März 2025 | 3:3      | Italien                 | H | Dortmund, Signal Iduna Park            | UEFA Nations League 2024/25 | |
| 25             | 4. Juni 2025  | 1:2      | Portugal                | H | München, Allianz Arena                 | UEFA Nations League 2024/25 | |
| 26             | 8. Juni 2025  | 0:2      | Frankreich              | H | Stuttgart, MHPArena                    | UEFA Nations League 2024/25 | |

## Höchste Siege und Niederlagen
Gegen folgende Länder erzielte die deutsche Mannschaft ihre höchsten Siege in Nations-League-Spielen:
- Italien: 5:2 (Saison 2022/23) – zudem ein 4:1 am 29. März 2016 und ein 5:2 am 26. November 1939
- Bosnien und Herzegowina: 7:0 (Saison 2024/25)

Gegen folgende Länder kassierte die deutsche Mannschaft ihre höchsten Niederlagen in Nations-League-Spielen:
- Niederlande: 0:3 (Saison 2018/19)
- Spanien: 0:6 (Saison 2020/21)